# Paragryllus circularis
Paragryllus circularis är en insektsart som beskrevs av Andrej Vasiljevitj Gorochov 2007. Paragryllus circularis ingår i släktet Paragryllus och familjen syrsor.

## Underarter
Arten delas in i följande underarter:
- P. c. circularis
- P. c. multinervis